# Poporo

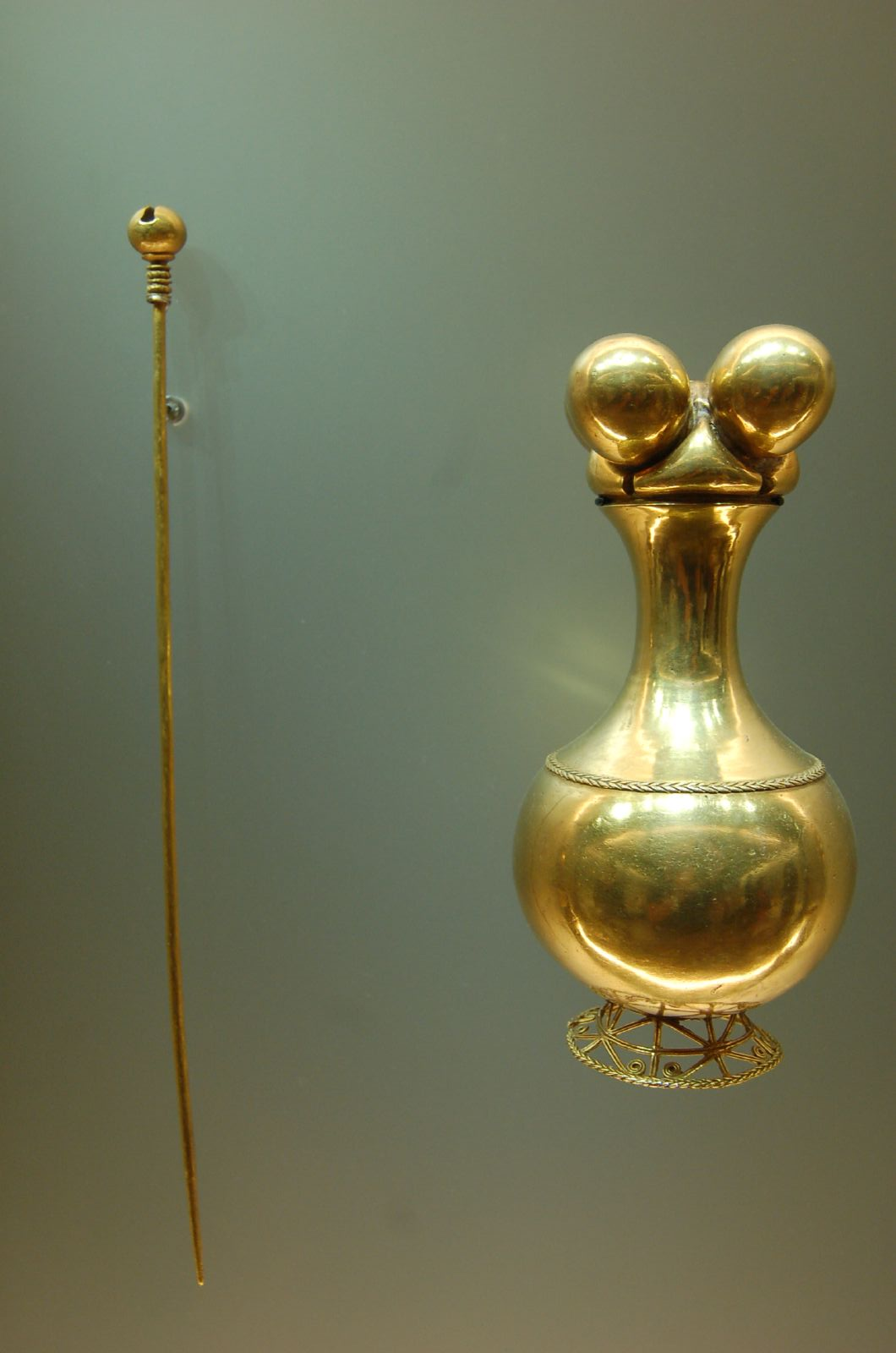
Un poporo quimayan de aur care datează din aproximativ 300 e.n.

Un poporo este un artefact care era folosit de culturile amerindiene din America de Sud precolumbiană pentru stocarea unei mici cantități de var, folosit la mestecarea frunzelor de coca.